# Commission géologique d'Autriche

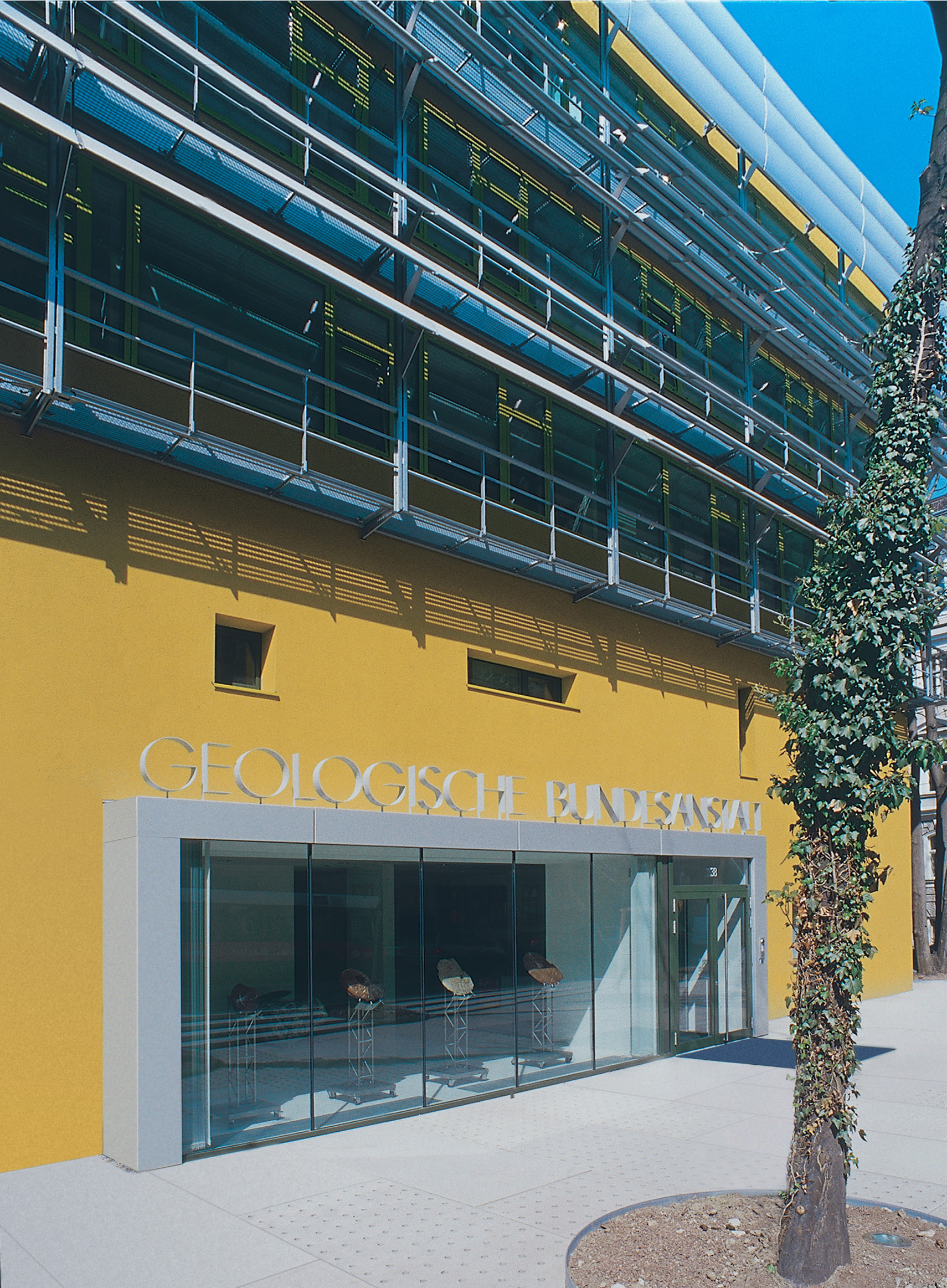
La Commission géologique de l'Autriche

La Commission géologique de l'Autriche (allemand : Geologische Bundesanstalt, GBA) basée à Vienne est une branche du ministère fédéral autrichien pour la Science et la Recherche (Bundesministerium für Wissenschaft und Forschung, BMWF) et est le point central d'informations et de conseils dans le domaine des sciences de la terre pour la République d'Autriche. La principale de GBA est la réalisation de cartes géologiques nationales, à diverses échelles. La commission est chargée des réponses géologiques pour de nombreux domaines d'activité (gestion des déchets, approvisionnement en eau, transports, matières premières...) ainsi que pour la recherche. Le siège de la GBA est situé dans le quartier de Landstraße à Vienne.

## Sources
- Geologische Bundesanstalt (Hrsg.): Die Geologische Bundesanstalt Wien.  Böhlau-Verlag, Vienne, 1999.  (ISBN 3-205-99036-6)
- Hans Georg Krenmayr (En Rouge.): ROCKY AUTRICHE - Eine bunte Erdgeschichte von Österreich.  Vienne, 2002.  (ISBN 3-85316-016-6)
- Thomas Hofmann Hans P. Schönlaub (Hrsg.): Geo-Atlas Österreich. Die Vielfalt des geologischen Untergrunds.  1. Auflage, Böhlau, 2008.  (ISBN 978-3-205-77726-7) (vue d'ensemble de toutes über geowissenschaftliche Kartierungen Österreichs, Projekt der Geologischen Bundesanstalt)